# 카롤리나 쿠르코바
카롤리나 쿠르코바(체코어: Karolína Kurková, 1984년 2월 28일 ~ )는 체코의 모델이다.